# Tabuque (região)
Tabuque (em árabe: مِنْطَقَة تَبُوْك‎; romaniz.: Minṭaqat Tabūk) é uma região da Arábia Saudita, com sede em Tabuque. Tem 146 072 quilômetros quadrados e segundo censo de 2018, havia 930 507 habitantes.